# Ljupko Petrović
Ljubomir „Ljupko“ Petrović (serbisch-kyrillisch Љупко Петровић; * 15. Mai 1947 in Brusnica Velika, SFR Jugoslawien) ist ein ehemaliger serbischer Fußballspieler und -trainer.

## Karriere
Er spielte in seiner Karriere hauptsächlich für NK Osijek. Er war danach Trainer bei NK Osijek, FK Spartak Subotica, FK Rad, FK Vojvodina, und FK Roter Stern Belgrad, mit dem er 1990/91 den Europapokal der Landesmeister gewann. Weiterhin trainierte er in Spanien den RCD Espanyol, in Uruguay CA Peñarol, in Österreich den Grazer AK (wo er nach einer Watsche gegen Boban Dmitrovic umgehend entlassen wurde) und die chinesischen Mannschaften Shanghai Shenhua und Beijing Guoan. Nach einem weiteren Abstecher zu Roter Stern Belgrad ging er 2000 nach Bulgarien um Lewski Sofia und später Litex Lowetsch zu trainieren.
Seit dem 2. Juli 2008 ist er Trainer von Croatia aus Sesvete. Im Dezember 2011 übernahm er den Cheftrainerposten beim kasachischen Erstligisten FK Taras, wo er bis 2013 blieb.